# Tranmere Rovers FC
A Tranmere Rovers Football Club egy profi angol labdarúgócsapat, melyet 1884-ben alapítottak. Székhelye Birkenheadben, Merseyside megyében található. A csapatot Belmont Football Club néven alapították, 1885-ben nevezték át Tranmere Roversre. 1921-ben alapító tagja volt a harmadosztály északi csoportjának, azóta egyszer sem esett ki a The Football League-ből. A csapat történelme nagy részét Merseyside két nagycsapata. a Liverpool és az Everton árnyékában töltötte. Jelenleg a Football League Two-ban, az angol labdarúgás negyedik legmagasabb osztályában szerepel, menedzsere Ronnie Moore.
A Rovers az 1980-as években nehéz anyagi helyzetbe került és 1987-ben csődeljárás alá vonták. Ezt követően azonban elérkezett a klub történetének máig legsikeresebb időszaka. John King vezetése alatt a Tranmere háromszor is bejutott a Premier League-be való feljutásért vívott rájátszásba, igaz, egyik alkalommal sem sikerült megnyernie azt. King utódja, John Aldridge a kupasorozatokban volt sikeres, legkomolyabb eredményét 2000-ben érte el, amikor bejuttatta a csapatot a Ligakupa döntőjébe, ahol a Rovers végül alulmaradt a Leicester Cityvel szemben. Aldridge emellett háromszor is bejuttatta csapatát az FA Kupa negyeddöntőjébe: 2000-ben, 2001-ben és 2004-ben.
A Tranmere hagyományosan kék szegélyekkel díszített fehér mezben játssza hazai mérkőzéseit. Ez a színösszeállítás 1962-ben jelent meg először a csapat szerelésein. Hazai meccseit a Prenton Parkban játssza, melyet 1912 óta használ. A stadion 1995-ben komoly átalakításokon esett át a Taylor-jelentés eredményeképp. Jelenleg 16 567 néző számára biztosít ülőhelyet és négy lelátója van: a Main Stand (főlelátó), a Kop, a Johnny King Stand, valamint a Cowshed.

## Klubtörténet

### A megalapítás és a kezdetek

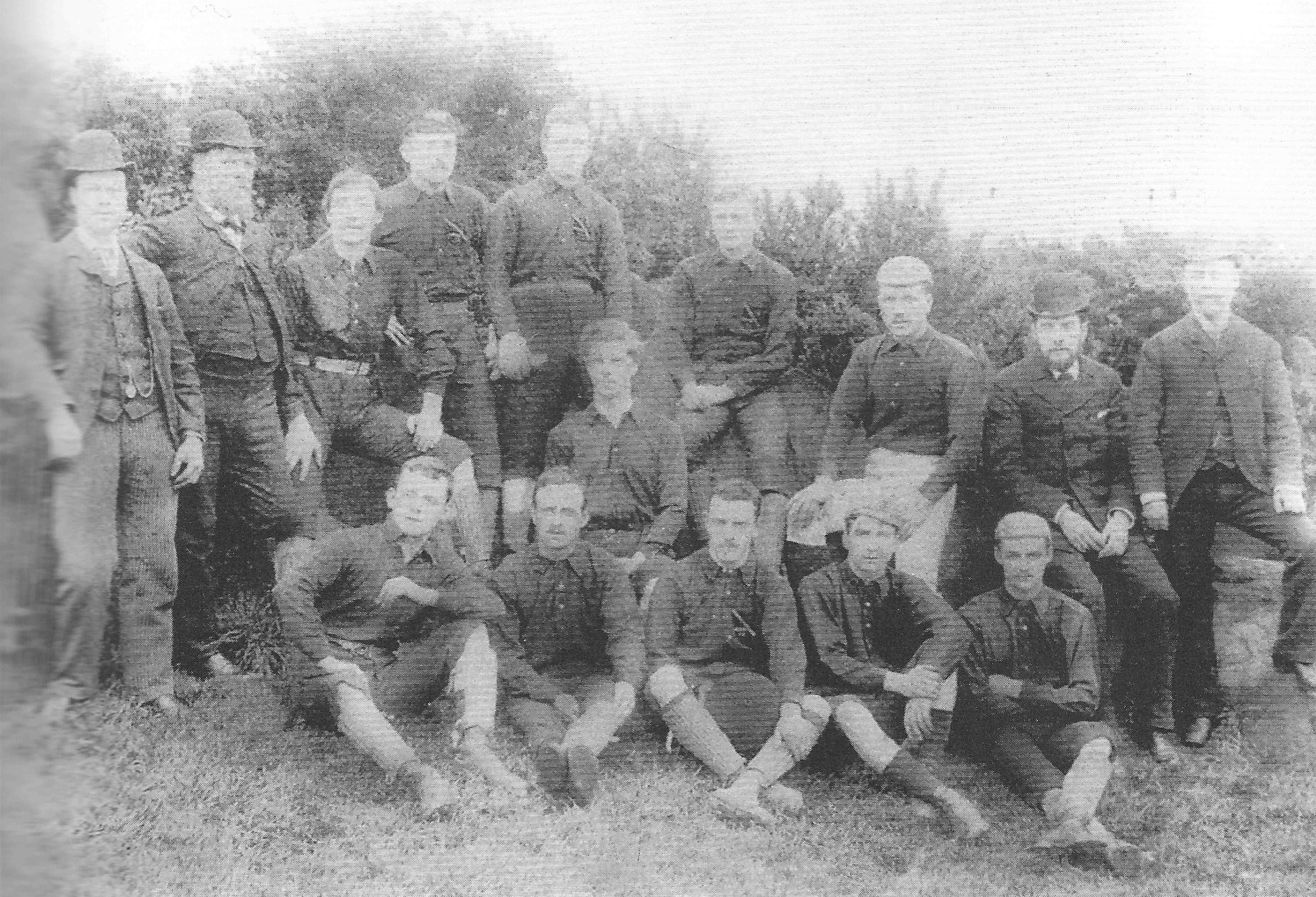
A Tranmere Rovers csapata 1889-ben

A csapatot Christopher Doherty alapította 1884-ben két krikettcsapat, a Lyndhurst Wanderers és a Belmont egyesítésével. Az így létrejött labdarúgócsapat neve Belmont Football Club lett. A klub 1884. november 15-én játszotta első mérkőzését, a Brunswick Rovers ellen, melyet meg is nyert 4-0-ra. Ez egy barátságos meccs volt, mivel ekkoriban még nem léteztek hivatalos bajnokságok. James McGaul elnök irányítása alatt remekül sikerült a Belmont FC első éve, a csapat mindössze egyet veszített el tizenöt mérkőzéséből. A gárda 1885 szeptember 16-án megváltoztatta a nevét a ma is használt Tranmere Rovers Football Clubra. A név egy rövid életű krikettcsapattól, mely 1881 és 1882 között a Tranmere Rovers Crickett Club nevet viselte és labdarúgó szakága is volt. A két csapatot ezen kívül semmi más nem köti össze.
A Tranmere első meccseit Birkenheadben, a Steelers Fielden játszotta, majd 1887-ben megvásárolta a Ravenshaw's Fieldet a Tranmere Rugby Clubtól. Ezt 1895-ben Prenton Parkra keresztelték. 1912-en új stadionba költözött a csapat, mely szintén ezt a nevet kapta, azóta is ez a Rovers otthona. A csapat játékosai először kék mezt, fehér sortot és kék sportszárat viseltek. 1889-ben bordó-narancssárga mezre váltottak, de 1904-ben visszatértek eredeti színeikhez.
1886-ban a Tranmere elindult első hivatalos sorozatában, a Liverpool and District Challenge Cupban, egy liverpooli és Liverpool környéki csapatok számára kiírt kupasorozatban. A klub 1889-ben csatlakozott a West Lancashire League-hez. 1897-ben belépett a jóval erősebb The Combination-be, melyet 1908-ban meg is nyert. 1910-ben ismét bajnokságot váltott a kék mezes csapat és a Lancashire Combination-ben folytatta szereplését. A klub fejlődési szándékát jól mutatta, hogy 1912-ben beköltözött a frissen megnyitott Prenton Parkba, melyhez akkor egy 800 ülőhelyes lelátó tartozott. A Rovers 1914-ben bajnok lett a Lancashire Combinationben és ugyanebben az évben Stan Rowlandset behívták a walesi válogatottba, amivel ő lett a Tranmere első válogatott játékosa.
A csapat az első világháború alatt is folyamatosan játszott, mivel játékosai a helyi hajógyárakban dolgoztak, ahol hadihajókat és egyéb harcászati eszközöket állítottak elő a harcolók számára. Bár ily módon segítették hazájukat, sok kritika érte őket, amiért elkerülték a katonai szolgálatot.

### A világháborúk közötti évek

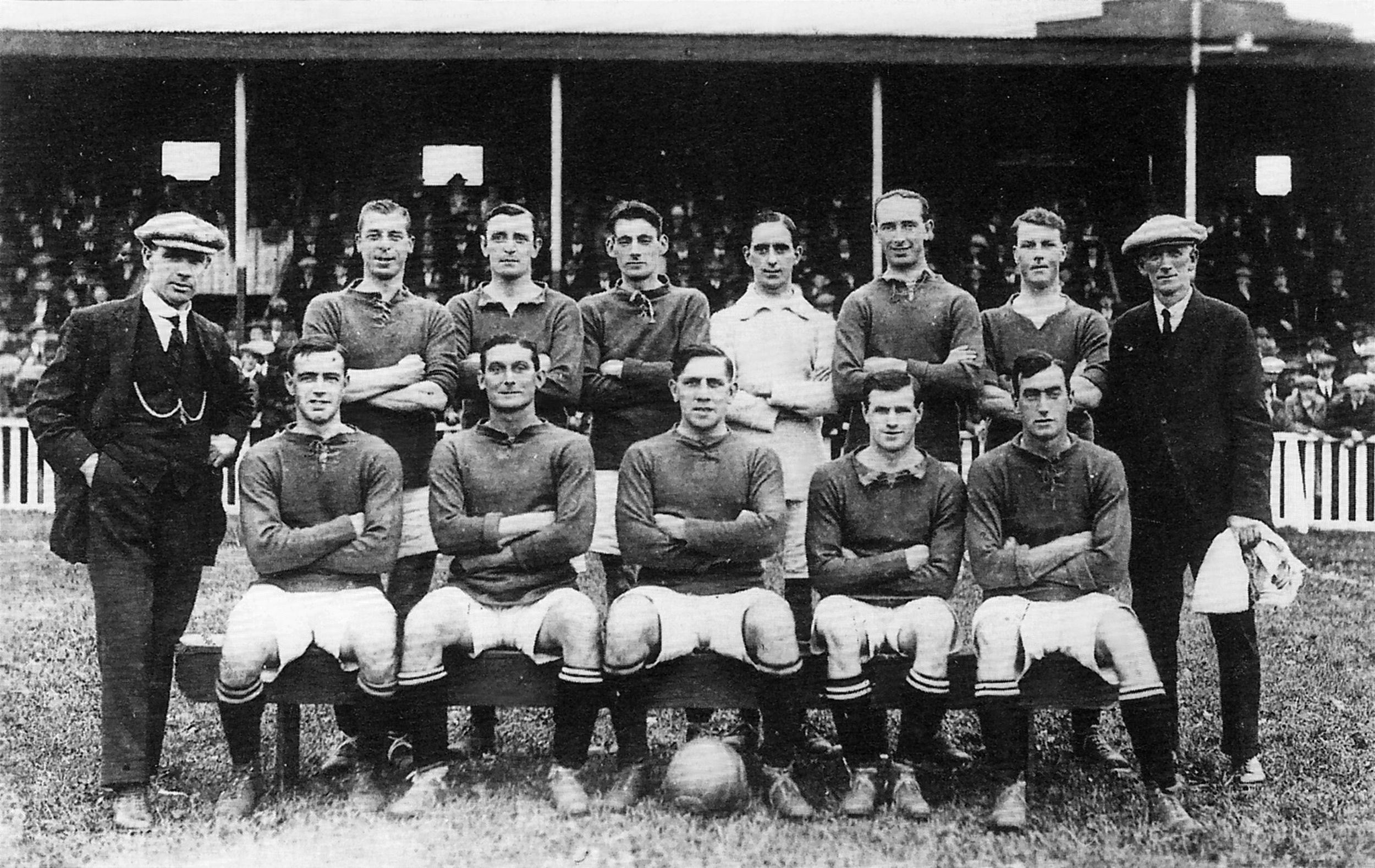
A Tranmere Rovers csapata 1921-ben, első The Football League-meccse előtt

A Leeds City tartalékcsapatának 1919-es kizárása után a Tranmere beléphetett egy újabb bajnokságba, a Central League-be. Az időzítés nagyszerű volt, mivel egy évvel később a bajnokság négy csapatát, köztük a Roverst is felkérték, hogy lépjen be a The Football League újonnan induló bajnokságába, a Division Three North-ba, azaz a harmadosztály északi csoportjába. 1921. augusztus 27-én a bajnokság alapító tagjaiként lejátszották első meccsüket a The Football League szervezésében, melyen hazai pályán 4-1-re megverték a Crewe Alexandrát. Ekkoriban Bert Cooke volt a csapat vezetőedzője, aki 23 évig maradt a kispadon, ezzel mindmáig ő a Tranmere legtovább foglalkoztatott menedzsere.
1924-ben egy helyi születésű, saját nevelésű fiatal, Dixie Dean mindössze 16 évesen és 355 naposan bemutatkozott a csapatban. A későbbiekben összesen 30 meccsen lépett pályára a Rovers színeiben és 27 glt szerzett. Képességeire az Everton is felfigyelt és 1925-ben 3000 fontért leigazolta. Az 1927/28-as szezonban Dean máig megdöntetlen bajnoki rekordot állított fel, amikor 60 gólt szerzett egy idény alatt az Everton színeiben. Dean távozása után még egy sor tehetséges fiatal igazolt komoly összegekért élvonalbeli klubokhoz, emiatt gyakran emlegették a szurkolók Bert Cooke menedzsert született üzletemberként. Az eladott játékosok közül érdemes még megemlíteni a Durham City elleni 11-1-es meccsen hat gólt szerző Pongo Waringot, aki 4700 fontért igazolt az Aston Villához és máig ő tartja az egy szezonon belül szerzett gólok rekordját a birminghami csapatnál, 49 találattal.
1934-ben az Anfield Stadionban játszott egymással FA Kupa-meccset a Tranmere és a Liverpool. A találkozóra 61 036 néző látogatott ki, korábban sosem fordult elő, hogy ennyien lettek volna kíváncsiak a Rovers valamelyik meccsére. A csapat Dixie Dean és Pongo Waring után újabb remek csatárra bukkant Bunny Bell személyében, aki 57 gólt szerzett az 1933/34-es évadban. 1935-ben Bell és a Tranmere is bevonultak a történelemkönyvekbe, amikor a kék mezesek a támadó kilenc találatának is köszönhetően 13-4-re verték az Oldham Athleticet, az egy mérkőzésen esett 17 gólt jelenleg is rekordnak számít a The Football League-ben. Bell tíz gólig is juthatott volna, de kihagyott egy büntetőt. A csatár később az Evertonhoz szerződött, de a második világháború véget vetett a pályafutásának, mielőtt még bármilyen komolyabb eredményt elérhetett volna.
A Rovers 1938-ban megnyerte első és máig egyetlen bajnoki címét a The Football League-en belül, amikor a harmadosztály északi csoportjának élén végzett és története során először feljutott a Division Two-ba, azaz a másodosztályba. A következő szezonban rögtön ki is estek, mindössze hat meccset sikerült megnyerniük, amivel minden idők legrosszabban teljesítő csapatává váltak a régi másodosztályban.

### A második világháború után
A második világháború alatt a Prenton Park szinte teljesen érintetlen maradt. Szerencsésnek mondhatja magát a Tranmere ebből a szempontból, hiszen sok stadiont rongáltak meg ekkoriban bombák. A háború végeztével a Rovers 1946-ban tovább folytatta szereplését a Division Three North-ban, egészen 1958-ig, amikor a The Football League kissé átszervezte az alacsonyabb osztályokat. A harmadosztály egységessé vált, megszűnt a déli és északi földrajzi felosztás és létrejött a Division Four, azaz a negyedosztály is. Az átalakítás előtti utolsó szezonban Peter Farrell menedzser a 11. helyre vezette a csapatot, mely így indulhatott az új harmadosztályban. Ennek bebiztosításához kellett az is, hogy az 1957/58-as szezon utolsó meccsén, a Wrexham ellen győzzön a csapat, hiszen az új bajnokságban csak az első 12 hely valamelyikén végzett csapatok indulhattak. A 2-1-es Rovers-győzelemmel zárult találkozóra 19 615 néző látogatott ki a Prenton Parkba, ami ma is a Tranmere legnagyobb hazai nézőszámának számít, kizárólag a bajnoki meccseket figyelembe véve. A klub ezáltal a győzelem által a Division Three North után a megreformált Division Three-nek is alapító tagja lett.
1961-ben a Rovers legendás csapatkapitánya, Harold Bell távozott a csapattól. Bell a második világháború utáni legelső mérkőzéstől kezdve állandó tagja volt a kezdőnek, egészen 1955. augusztus 30-ig. Ezalatt az időszak alatt 459 mérkőzésen szerepelt zsinórban, ami a mai napig brit rekord. A csapatot annyira megviselte a kapitány távozása, hogy még abban az évben kiestek a negyedosztályba, történetük során először.
A vezetőség ekkor Dave Russellt nevezte ki vezetőedzővé, aki több szempontból is meghatározó változásokat eszközölt. A csapat 1904 óta kék mezben játszott, csakúgy, mint az élvonalban szereplő és szintén merseyside-i székhelyű Everton. Russell 1962-ben a fehéret tette meg a mezek alapszínének, hogy ezzel is megkülönböztesse csapatát a helyi riválistól. A csapat szereléseinek alapszíne azóta is fehér és a kék többnyire csak a galléron, ujjakon és a sportszár felső részén jelenik meg. A menedzser emellett sikeresebbé tette az utánpótlás nevelést is, ezután került ki a Tranmere ifiakadémiájáról a későbbi angol válogatott Roy McFarland is. Russell 1967-ben visszavezette a klubot a harmadosztályba. Egy évvel később elkészült az új, 4000 ülőhelyes főlelátó, a csapat pedig fennállása során először jutott be az FA Kupa ötödik körébe. 1972-ben 24 424 szurkoló látogatott ki a Prenton Parkba a Tranmere és a Stoke City FA Kupa-meccsére (2-2), ennél többen azóta sem látogattak ki a fehér mezesek egyik hazai meccsére sem.
Szintén 1972-ben a Ron Yeats játékos-menedzserré lépett elő. A korábbi Liverpool játékos megerősítette a Tranmere és a vörös mezes helyi rivális kapcsolatát. Több korábbi csapattársát, például Ian St Johnt is a Prenton Parkba csábította, a korábbi legendás edzőnek, Bill Shanklynek pedig tanácsadói szerepet adott a klubnál. Az ilyen módon megerősített Rovers 1973-ban egy Ligakupa-meccsen 1-0-ra legyőzte az Arsenalt a Highburyben. Ezt a mai napig a csapat egyik legnagyobb győzelmeként tartják számon. 1975-ben azonban újabb kiesés következett a negyedosztályba. A következő évtized a Tranmere történelmének egyik legsötétebb időszaka volt, a gárda rendkívül nehéz anyagi helyzetbe került, sokszor még a negyedosztályban is csak a tabella alsó felén foglalt helyet és időnként kétezernél is kevesebb néző látogatott ki a hazai meccsekre.
1979-ben igazolta le a klub Steve Mungallt a Motherwelltől. Ő a nehéz idők ellenére is kitartott a csapat mellett, 17 évig maradt és ezalatt több mint 500 bajnokin lépett pályára. Nagy szerepe volt abban, hogy a csapat lassan kilábalt a nehézségekből és a későbbiekben többször is eljutott a Wembleybe, ahol döntőt játszhatott. Mungall visszavonulása után is a Prenton Parkban maradt az edzői stáb tagjaként, de 2000 októberében távozott, hogy beindíthassa saját üzleti vállalkozását.

### Az 1980-as évek
A csapat a feljutást követően 1979-ben ismét visszaesett a negyedosztályba, ami pénzügyi gondokhoz vezetett. Az 1980-as években egyre nagyobb adósságokat halmozott fel a klub, melyeket többek között barátságos meccsek bevételeiből és szurkolói adományokból próbált meg törleszteni, illetve a Wirrali Önkormányzattól is kapott egy 200 ezer fontos kölcsönt. A Tranmere hálája jeléül mindmáig a mezén viseli az önkormányzat címerét. Mindezek ellenére 1987-ben csődeljárás alá került az alakulat, de ekkor felvásárolta őket egy helyi üzletember, Peter Johnson, aki mind a mai napig a klub elnöke. Ez valódi fordulópontot jelentett, ezután következett a Tranmere történetének legsikeresebb időszaka, ekkor érkezett vissza a Prenton Parkba John King menedzser is, aki korábban játékosként nyolc évig szolgálta a csapatot és 1975 valamint 1980 között már a vezetőedzője is volt. King vezérletével a későbbiekben az első osztály küszöbére került a gárda, de először is az volt a feladata, hogy megmentse a fehér mezeseket a negyedosztályból, ezzel együtt a The Football League-ből való kieséstől. Ezt a szezon utolsó meccsén sikerült elérnie, amikor csapata hazai pályán 1-0 arányban legyőzte az Exeter Cityt.
Az 1987/88-as idényben, King visszatérése utáni első teljes szezonjának középső felében olyan jól teljesített a Tranmere, hogy kvalifikálta magát a The Football League centenáriumi tornájára, melyet a Wembleyben rendeztek. A sorozat egyik meglepetéscsapata lett, legyőzte az első osztályban szereplő Wimbledont és a Newcastle Unitedet is, egészen az elődöntőig menetelt, ahol 2-2-es meccs után csak büntetőkkel kapott ki a későbbi győztes Notthingam Foresttől. Ez volt az első alkalom, hogy a Rovers pályára léphetett a Wembleyben. A következő szezonban King a második helyre vezette a klubot, ami automatikus feljutást ért a harmadosztályba. Ugyanebben az idényben a kupákban is jól szerepelt a gárda, a legkomolyabb eredmény az élvonalbeli Middlesbrough-t. A feljutás után kis híján rögtön sikerült még egy osztállyal feljebb kerülni, hiszen a fehér mezesek bejutottak a harmadosztály rájátszásának a döntőjébe, ott azonban kikaptak 2-0-ra a Notts Countytól. Nem maradt azonban trófea nélkül a csapat, egy héttel később ugyanis 2-1 arányban legyőzte a Bristol Roverst a Football League Trophy döntőjében. A Tranmere sikereinek kulcsa ekkoriban az 1985-ben leigazolt Ian Muir volt, aki 11 évet töltött a klubnál és ezalatt 180 gólt szerzett, amivel a mai napig ő tartja a klubcsúcsot. Muir volt az első, aki felkerült a csapat dicsőségfalára. Őt az a John Morrissey követte, aki 1986-ban érkezett a Prenton Parkba, 14 évet töltött ott és 585 meccsen játszott.

### A Wembley-évek

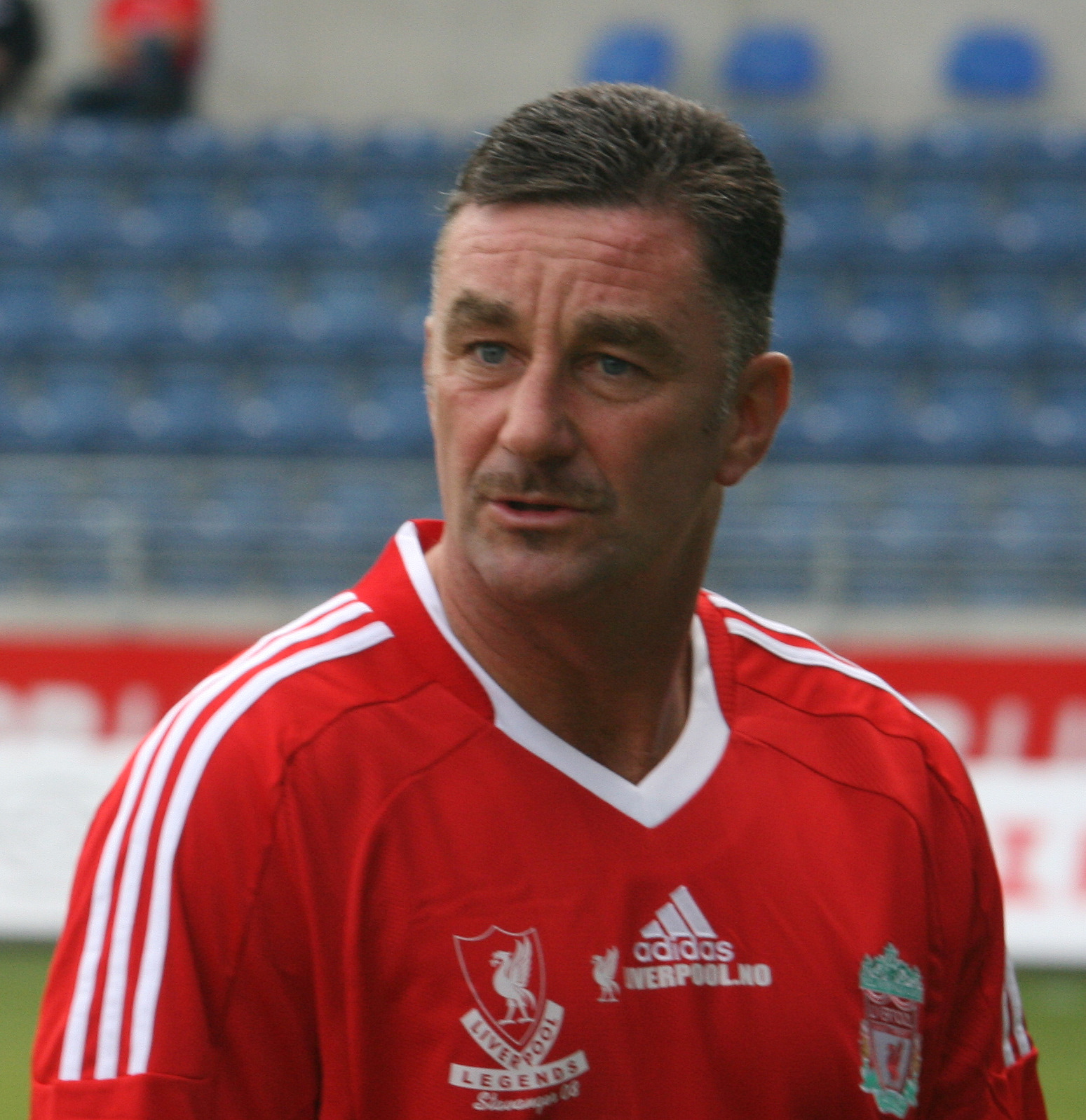
John Aldridge, a klub kiváló játékosa, majd edzője

A Tranmere az 1990/91-es szezonban megnyerte a Division Three rájátszásának döntőjét a Bolton Wanderers ellen, így az 1930-as évek után ismét feljutott a másodosztályba. Csakúgy, mint egy évvel korábban, a csapat ezúttal is bejutott a Football League Trophy fináléjába, de ezúttal 3-2-re kikapott a Birmingham Citytől. Ezzel alig több mint egy év alatt már negyedszer játszott döntőt a Wembleyben.
1991 nyarán a Rovers 250 ezer fontért leigazolta a korábbi Liverpool-játékost, John Aldridge-et a spanyol Real Sociedadtól. Tíz évig maradt a klub szolgálatában, ami alatt 170 gólt lőtt, ezzel az örökranglista második helyére került, Ian Muir mögé. Aldridge-et tranmere-i évei alatt 30 alkalommal is behívták az ír válogatottba és ő lett a klub első játékosa, aki gólt szerzett egy világbajnokságon. 1993-ban a skót válogatott Pat Nevin is a Prenton Parkba igazolt. Nevin, Aldridge, Malkin és Morrissey félelmetes támadósort alkottak a másodosztályban. Nem meglepő, hogy a fehér mezesek 1993-ban, 1994-ben és 1995-ben kvalifikálták magukat a rájátszásra, ezzel közel kerülve a frissen megformált Premier League-be való feljutáshoz. A feljutást azonban egyik alkalommal sem sikerült kiharcolniuk, előbb a Swindon Towntól, majd a Leicester Citytől, végül pedig a Readingtől kaptak ki. 1994-ben a Ligakupa elődöntőjébe is bejutott a csapat, ahol büntetőpárbajban veszített az Aston Villával szemben.
1995 márciusára a Taylor-jelentésben foglaltak szerint átépítették a Prenton Parkot, amiből így egy 16 567 néző befogadására alkalmas, kizárólag ülőhelyeket kínáló stadion lett. Egy évvel később John Aldridge-es játékos-menedzserré nevezték ki. Öt évig maradt a posztján, az aktív labdarúgástól 1999-ben vonult vissza.

### 2000-től napjainkig
Bár a klub az 1999/00-es idényben anyagi gondokkal küzdött, a kupákban sikerült jó eredményeket elérnie, az FA Kupában több Premier League-csapatot is legyőzve a hatodik körig jutott. Az igazi sikert azonban nem ez, hanem a Ligakupa döntőjében való részvétel kivívása jelentette. Ez volt az első alkalom, hogy a Tranmere egy komoly, elismert kupasorozat fináléjába jutott. Az ellenfél a Leaicester City volt, mely Matt Elliott góljával vezetést szerzett. A Rovers esélyei tovább romlottak, amikor Clint Hillt kiállította a játékvezető, az emberhátrány ellenére azonban David Kelly révén kiegyenlített a csapat. Nem sokkal később viszont már ismét a Leicester vezetett, miután Elliott újabb gólt szerzett. Ezzel ki is alakult a végeredmény, a City győzött 2-1-re. Ez volt az utolsó Ligakupa-döntő, melyet a régi Wembleyben rendeztek.

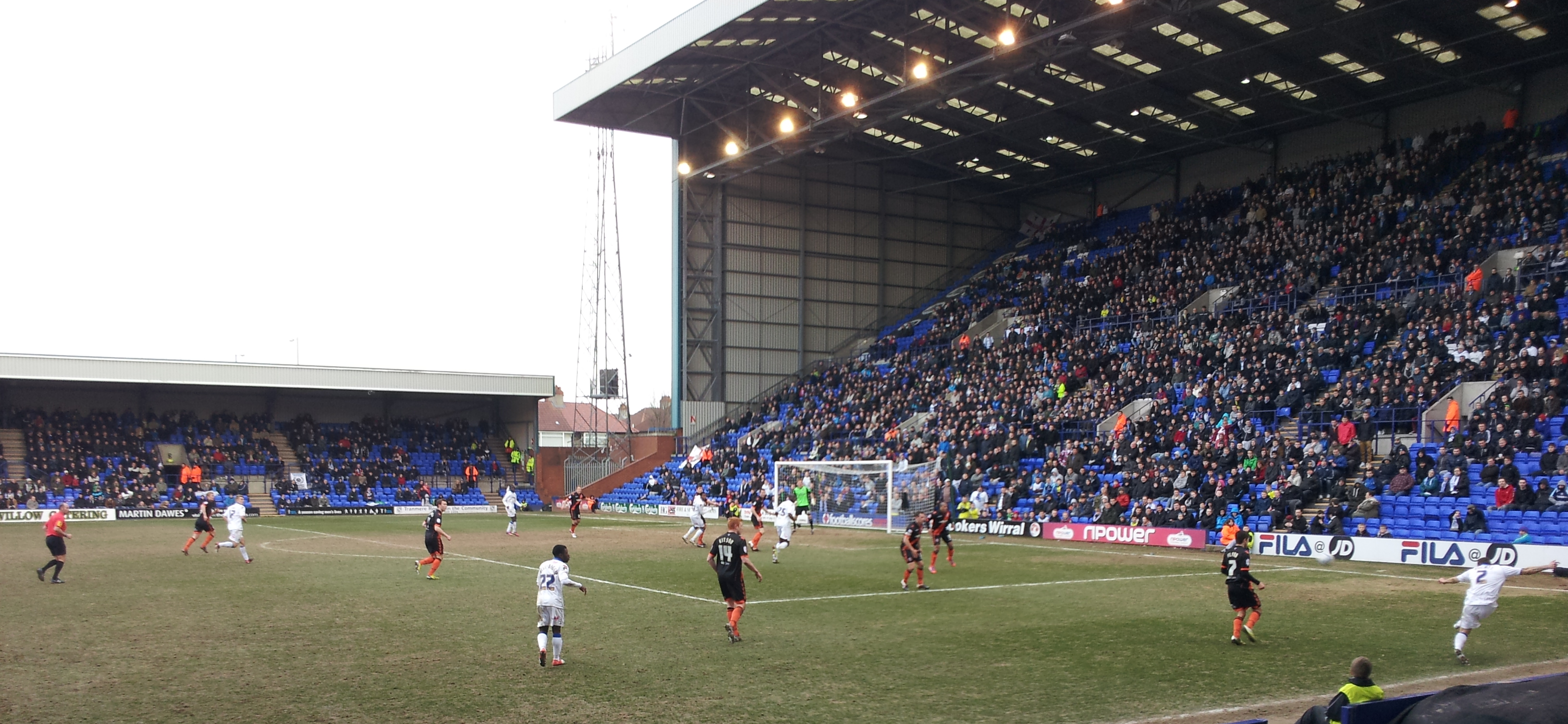
A Tranmere és a Sheffield United meccse a Prenton Parkban, 2013 márciusában

Bár a csapat mezeinek alapszíne 1962 óta a fehér volt, az évek során gyakran megjelentek rajtuk kék csíkok és egyéb minták, 2000 után azonban a fehér szín még dominánsabbá vált a szereléseken, a kék azóta csak nagyon kis mértékben fordul elő rajtuk. A 2000/01-es évad egy újabb jó FA Kupa-szereplést hozott a klubnak. A fehér mezesek menetelésük során 3-0-ra megverték a Goodison Parkban merseyside-i riválisukat, az Evertont, háromgólos hátrányból fordítva 4-3-ra legyőzték a Southamptont, végül a szintén merseyside-i Liverpooltól kaptak ki 4-2 arányban a hatodik fordulóban. A bajnokságban már nem szerepeltek ilyen jól, Aldridge a gyenge eredmények miatt még a szezon vége előtt távozott, a Tranmere pedig az utolsó helyen zárt, ami kiesést jelentett.
2003-ban Brian Little ült le a csapat kispadjára. A 2004/05-ös idényben bejuttatta a klubot a harmadosztály rájátszásába, melyet azonban nem sikerült megnyerni. Ugyanebben a szezonban produkálta legjobb FA Kupa-szereplését is a Tranmere: ismét a hatodik körig, azaz a negyeddöntőig jutott, de ezúttal csak újrajátszás után esett ki a későbbi döntős Millwall ellen. A következő évad végén Little távozott a Prenton Parkból és a Rovers egyik korábbi játékosa, Ronnie Moore váltotta. Moore három szezonon keresztül maradt, melyek során a 9., a 11. és a 7. helyet szerezte meg a csapat. Bár utolsó idényében közel került ahhoz, hogy bejuttassa a Roverst a rájátszásba, 2009-ben mégis menesztették. Helyét a korábbi angol válogatott szélső, John Barnes vette át, aki korábban mindössze egyszer, tíz évvel korábban ült le klubcsapat (a Celtic) kispadjára. Barnes alig több mint öt hónapig maradhatott, kirúgása után a csapatot már hosszú ideje szolgáló fizikoterapeuta, Les Parry lett az ideiglenesen kinevezett vezetőedző. A fehér mezesek a 19. helyen zárták a 2009/10-es szezont, a kiesés elkerülését csak az utolsó fordulóban, a Stockport County 3-0-s legyőzésével sikerült bebiztosítaniuk. Parry 2010 júniusában véglegesen is megkapta a menedzseri állást. 2012. március 4-én küldték el, amikor a csapat 1-0-ra kikapott a Chesterfieldtől és egy pontra került a kiesőzónától. A szezon hátralévő részére Ronnie Moore tért vissza a kispadra, aki tizenháromból hat meccset megnyert, ezzel megszerezve a 12. helyet. Évek óta ez volt az első alkalom, hogy a Tranmere a tabella első felében végzett. A klub ezután új szerződést adott Moore-nak, mely a 2012/13-as idény végéig szól.

## Klubszínek és címerek
Megalapítása után a Belmont FC játékosai kék mezt és fehér rövidnadrágot viseltek, csakúgy, mint a névváltoztatás után a Tranmere Rovers labdarúgói. 1889-ben éles váltás következett és a mez bordóvörös-narancssárga színösszeállítású lett, míg a sort tengerészkék lett. Egyes magyarázatok szerint a Rovers a ezzel színpompás szereléssel próbálta meg elvonni az ellenfelek figyelmét a West Lancashire League-ben. 1904-ben a csapat visszatért a kék és a fehér színekhez, melyek ma is a klub hivatalos színei. 1962-ben Dave Russell vezetőedző bemutatott egy új, legnagyobb részt fehér mezt, melynek csak a gallérja volt kék. "A Tranmere Roversnek meg kell különböztetnie magát Merseyside többi csapatáról. Az Everton sajátossága a kék mez, a Liverpoolé a vörös, a Tranmere-é pedig mostantól a fehér." – magyarázta döntését Russell. Azóta a csapat többnyire fehér mezeket használt, melyekben kisebb-nagyobb mértékben kék minták vagy csíkok is megjelentek. 2000 óta a fehér még hangsúlyosabb lett a szereléseken és csak nagyon kis mértékben fordul elő rajtuk a kék szín. A Tranmere egyik beceneve a "Superwhites" (szuperfehérek) is a fehér szerelésre utal.
A Tranmere először 1962-ben lépett pályára címerrel ellátott mezben. A csapat ekkor Birkenhead címerét viselte a szerelésén, mely alá oda volt írva a kerület mottója is: "Ubi fides ibi lux et robur" (Ahol hit, ott fény és erő is van). Ezt 1972-ben leváltotta egy a csapat nevének kezdőbetűiből álló logó, amit 1981-ben egy egyszerű kék címer követett, melyen egy futball-labda és a csapatnév kezdőbetűi voltak láthatók. 1987-ben egy meglehetősen kaotikus logót kezdett el használni a Rovers, ami Birkenhead címerének, egy focilabdának és a "TRFC" betűknek az összemontírozásából állt. A jelenlegi, leegyszerűsített címert 1997 óta használja a klub, ami a 2009-es évre kissé megváltozott, utalva a klub fennállásának 125. évfordulójára.

## Stadion
A csapat első meccseit a birkenheadi Steelers Fielden játszotta, de 1887-ben új pályára költözött, melyet a Tranmere Rugby Clubtól vásárolt meg. Ezt "Borough Road Enclosure", "Ravenshaw's Field" és "South Road" néven is emlegették. A Prenton Park nevet 1895-ben kapta, miután erre érkezett a legtöbb javaslat a korabeli Football Echo sportlap szurkolói leveleknek fenntartott rovatába. A földterületen, amin a pálya állt, lakóházakat és egy iskolát kezdtek el építeni, ami miatt a Roversnek tovább kellett állnia. Az új, 1912. március 9-én megnyitott stadion szintén a Prenton Park nevet kapta. A stadionhoz két egyszerű szerkezetű, ülőhelyeket kínáló lelátó tartozott, melyek a pálya hosszú oldalain helyezkedtek el, emellett volt három állóhelyes lelátó is, a pályát pedig korlát vette körül. Ez a struktúra kisebb-nagyobb változtatásokkal 1994-ig így maradt.

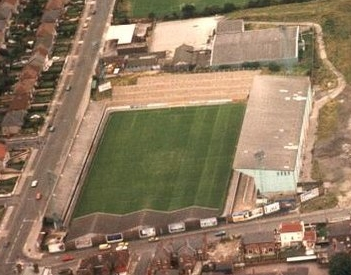
A Prenton Park 1986-ban

Az évek folyamán sok változtatást kellett végezni a Prenton Parkon különböző szabályváltozások miatt. A legjelentősebb átépítésre 1994 és 1995 között, a Taylor-jelentés hatására került sor. A Taylor-jelentés kimondta, hogy az első két osztályban szereplő csapatok stadionjaiban nem lehetnek állóhelyes részek, a Roversnek így a pálya három oldalára teljesen új lelátókat kellett építenie. Ekkor épült fel a már meglévő Main Stand (főlelátó) mellé a Road Stand (ma Johnny King Stand), a Cowshed és az új Kop, melyek mind ülőhelyeket kínáltak a szurkolókat. A stadion befogadóképessége így 14 200-ról 16 567 főre emelkedett. A felújított Prenton Parkot 1995. március 11-én adták át, a munkálatok 3,1 millió fontba kerültek.
A nézőszámok jelentősen változtak a stadion több mint százéves történelme során. A nyitómeccsre körülbelül nyolcezren voltak kíváncsiak, melyen a Tranmere 8-0-ra verte a Lancester Townt. A rekord nézőszámot mind a mai napig egy Stoke City elleni FA Kupa-meccs tartja, melyre 24 424 szurkoló látogatott ki. Az anyagi gondok és a rossz teljesítmény által megkeserített 1980-as években előfordult, hogy kétezernél is kevesebben jártak a Rovers meccseire. 2010-ben az átlag nézőszám ötezer fő volt.

## Szurkolók és riválisok
A Tranmere hazai átlagnézőszáma a 2010/11-es szezonban 5467 fő volt, ezzel az övék volt a tizenkettedik legnépszerűbb csapat a League One-ban, a The Football League teljes mezőnyét figyelembe véve pedig a 61. helyen álltak a rangsorban ebből a szempontból. A csapathoz több szurkolói csoport is kapcsolódik. Az egyik legismertebb a Tranmere Rovers Supporters Trust, mely 2010-ben 12 500 fontot gyűjtott és adományozott a klubnak Andy Robinson kölcsönvételére. A csoport 2011-ben merész tervet fogalmazott meg, miszerint szeretné megvásárolni a csapat részvényeinek egy részét, hogy aktívan beleszólhasson annak működésébe. Ezt a tervet egyelőre még nem valósították meg, de már több mint 200 ezer fontot gyűjtöttek. A Rovers hevesebb vérmérsékletű drukkerei a TSB (Tranmere Stanley Boys) nevű huligáncsoportban tömörülnek. A csapatnak az 1990-es évek óta saját szurkolói magazinja van, Give Us an R címmel.
Bár a Rovers földrajzilag az Evertonhoz és a Liverpoolhoz áll a legközelebb, története során kevés alkalommal találkozott merseyside-i riválisaival, mivel még soha nem szerepelt az élvonalban. Az alacsonyabb osztályokban eltöltött évek alatt más csapatokkal is elkezdtek rivalizálni, olyanokkal, melyekkel gyakrabban csaptak össze. Egy 2003-as szurkolói felmérés szerint a Tranmere drukkerei a Bolton Wandererst tartják csapatuk legnagyobb riválisának, második helyen a Chester City áll, az Everton pedig földrajzi közelsége ellenére csak a harmadik helyre került. Ugyanebben a felmérésben többek között a Blackpool és az Everton szurkolói is a három, általuk legkevésbé kedvelt csapat közé sorolták a Roverst. A The Football League-ben eltöltött idejük alatt a fehér mezesek az alábbi csapatokkal csaptak össze a leggyakrabban:
| Ellenfél          | M   | Gy | D  | V  | Gy%  |
| ----------------- | --- | -- | -- | -- | ---- |
| Crewe Alexandra   | 112 | 48 | 26 | 38 | 42,9 |
| Hartlepool United | 110 | 51 | 24 | 35 | 46,4 |
| Rochdale          | 108 | 53 | 21 | 34 | 49,1 |
| Stockport County  | 106 | 40 | 30 | 36 | 37,7 |
| Halifax Town      | 104 | 42 | 28 | 34 | 40,4 |
| Wrexham           | 102 | 38 | 25 | 39 | 37,3 |
| Chesterfield      | 94  | 31 | 19 | 44 | 33,0 |
| Darlington        | 82  | 38 | 13 | 31 | 46,3 |
| Southport         | 80  | 38 | 22 | 20 | 47,5 |
| Bradford City     | 80  | 33 | 20 | 27 | 41,3 |

(M = Mérkőzés, Gy = Győzelem, D = Döntetlen, V = Vereség, Gy% = Győzelmi arány százalékban kifejezve)

## Női csapat
A klubnak 1990 óta női csapata is van, mely Tranmere Rovers Ladies Football Club néven működik és központja szintén a Wirral-félszigeten található. Hazai mérkőzéseit az Ashville FC stadionjában, a Villa Parkban játssza (nem összetévesztendő az Aston Villa stadionjával). 1996 és 2004 között a Premier League-ben, az angol női labdarúgás akkori legmagasabb osztályában szerepelt a csapat. 2011 óta a North West Regional League első osztályában játszanak a tranmere-i nők, mely az ötödosztálynak felel meg. A csapat 11 alkalommal nyerte meg a Cheshire Cup-ot, ami rekordnak számít.

## Játékosok

### Jelenlegi keret
2013. március 31. szerint
| #  |     | Poszt | Név                                               |
| -- | --- | ----- | ------------------------------------------------- |
| 1  | WAL | K     | Owain Fôn Williams                                |
| 2  | ENG | V     | Danny Holmes                                      |
| 3  | ENG | V     | Paul Black                                        |
| 4  | WAL | V     | Ash Taylor                                        |
| 5  | JAM | V     | Ian Goodison                                      |
| 6  | SCO | KP    | Liam Palmer (kölcsönben a Sheffield Wednesdaytől) |
| 8  | ENG | KP    | James Wallace                                     |
| 10 | ENG | KP    | Andy Robinson                                     |
| 11 | NIR | CS    | Adam McGurk                                       |
| 12 | ENG | KP    | Danny Harrison                                    |
| 13 | WAL | K     | Nathan Jones                                      |
| 14 | CIV | V     | Zoumana Bakayogo                                  |
| 15 | ENG | KP    | Jake Kirby                                        |

| #  |     | Poszt | Név                                                     |
| -- | --- | ----- | ------------------------------------------------------- |
| 16 | ENG | CS    | Cole Stockton)                                          |
| 17 | ENG | KP    | Max Power                                               |
| 18 | ENG | CS    | David Amoo                                              |
| 19 | ENG | V     | Michael Kay                                             |
| 20 | SCO | CS    | Michael O'Halloran (kölcsönben a Bolton Wandererstől)   |
| 22 | ENG | KP    | Abdulai Bell-Baggie                                     |
| 23 | ENG | V     | Donervon Daniels (kölcsönben a West Bromwich Albiontól) |
| 24 | IRE | KP    | Paul Corry (kölcsönben a Sheffield Wednesdaytől)        |
| 25 | MLI | CS    | Mamady Sidibé (kölcsönben a Stoke Citytől)              |
| 26 | FRA | CS    | Jean-Louis Akpa Akpro                                   |
| 33 | NIR | K     | Jason Mooney                                            |
| —  | ENG | V     | Ben Gibson (kölcsönben a Middlesbrough-tól)             |
| —  | IRL | V     | Sean McGinty (kölcsönben a Manchester Unitedtől)        |

### Kölcsönben
| # |     | Poszt | Név                                              |
| - | --- | ----- | ------------------------------------------------ |
| 7 | ENG | KP    | Joe Thompson (a Rochdale-nél 2013. június 30-ig) |

### Korábbi játékosok
2009-ben, a klub fennállásának 125. évfordulóján létrehoztak a Tranmere-nél egy hivatalos dicsőségfalat, melyre akkor hét korábbi játékos és edző került fel: Ian Muir, John Aldridge, John King, Ray Mathias, Steve Mungall, John Morrissey és Pat Nevin. Rajtuk kívül érdemes még megemlíteni Harold Bellt, aki a Rovers második világháború utáni első hivatalos bajnokiján mutatkozott be a csapatban és 1955. augusztus 30-ig egyetlen meccset sem hagyott ki. Minden sorozatot egybevéve 459 mérkőzésen lépett pályára zsinórban, melyek közül 401 Division Three North-beli bajnoki találkozó volt. Ezzel jelenleg is ő tartja a sorozatos pályára lépések rekordját Nagy-Britanniában.

## Szakmai stáb

### Edzői stáb
2013. április 1. szerint
| Munkakör             | Név            |
| -------------------- | -------------- |
| Menedzser            | Ronnie Moore   |
| Pályaedző            | John McMahon   |
| Kapusedző            | Dave Timmins   |
| Fizikoterapeuta      | Gregg Blundell |
| Fő játékosmegfigyelő | Dave Philpotts |
| Ifiedző              | Shaun Garnett  |

### Menedzserek

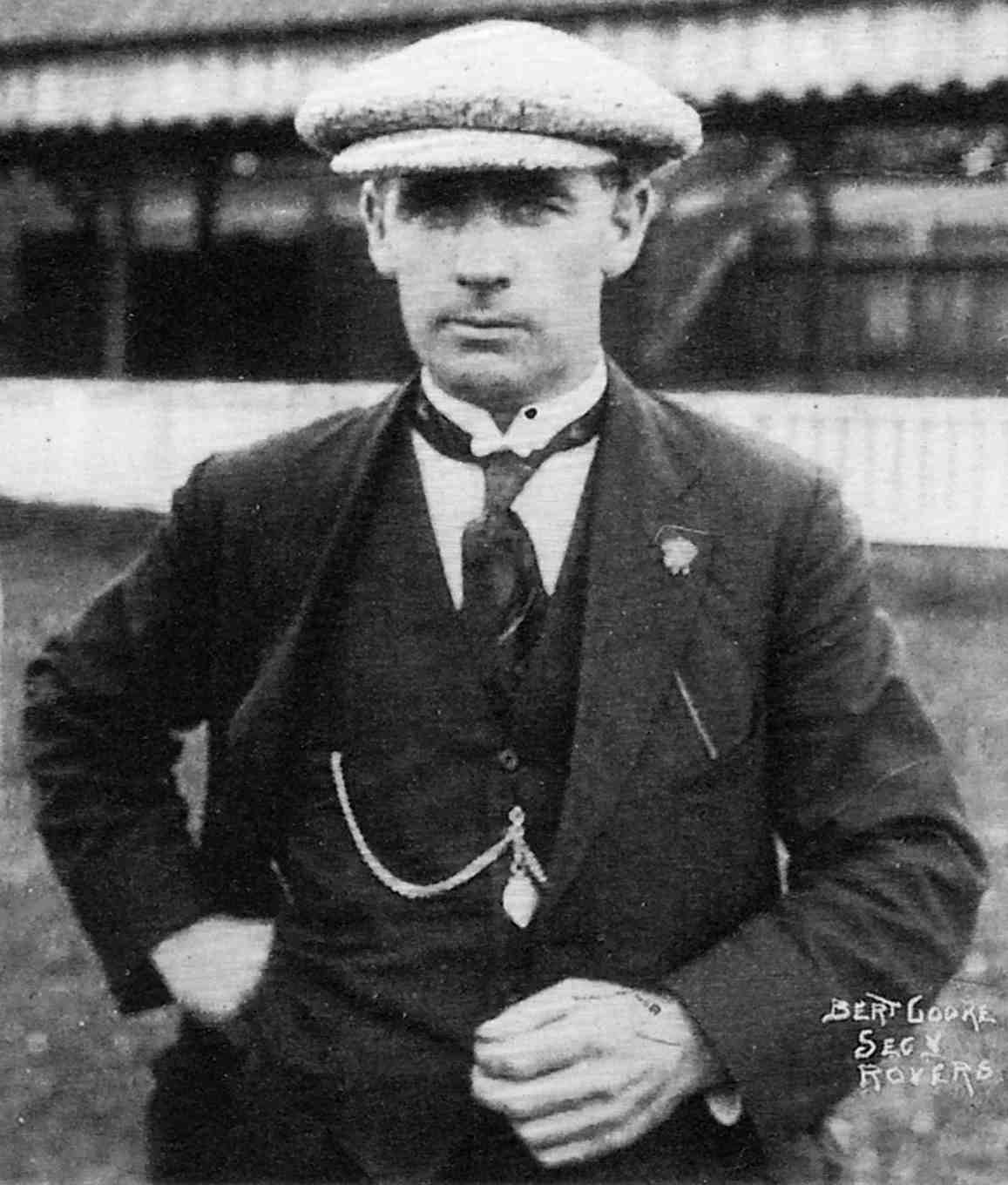
Bert Cooke, a Tranmere Rovers első menedzsere

A Tranmere-nek mindeddig 24 menedzsere volt. A klub első, mai értelemben vett vezetőedzője Bert Cooke volt, akit 1912-ben neveztek ki erre a posztra. Az ő irányítása alatt nyert felvételt a csapat a The Football League-be, 23 évig ült a kispadon, ezzel máig ő a Rovers legtovább szolgáló menedzsere. A következő igazán említésre méltó vezetőedző Dave Russell volt, aki 1961-ben érkezett a klubhoz. Az ő utasítására kezdett el a csapat fehér mezben játszani és gyakran tetette át a hazai bajnokikat a szokásos szombat délutáni időpontról péntek estére, kihasználva a villanyvilágítás előnyeit. Utóbbi szokását a Tranmere-szurkolókból álló rockegyüttes, a Half Man Half Biscuit is megemlítette Friday Night And The Gates Are Low című számában.
A csapat legsikeresebb időszaka a 20. század végén érkezett el. A sikerekben óriási szerepe volt az 1987-ben újra kinevezett vezetőedzőnek, John Kingnek, aki korábban edzősködött már a klubnál, sőt játékosként is erősítette a Tranmere-t. King vezetésével a fehér mezesek megnyerték a Football League Trophyt és a negyedosztály aljáról a másodosztály élbolyáig jutottak. Három egymást követő évben is részt vehettek a rájátszásban az Premier League-be való feljutásért, de egyszer sem sikerült megnyerniük azt. A sikerek a Kinget követő John Aldridge irányítása alatt is folytatódtak, aki többek között bejuttatta a csapatot a 2000-es Ligakupa-döntőbe. Győzni ott sem sikerült, de ez volt az első komoly döntő, melyen részt vett a Rovers. 2009-ben a korábbi fizikoterapeuta, Les Parry ült le a kispadra. 2012. március 4-i menesztése után Ronnie Moore vette át a helyét.
| Menedzser     | Kinevezés          | Távozás              | M   | Gy  | D   | V   | Gy%  | Forrás |
| ------------- | ------------------ | -------------------- | --- | --- | --- | --- | ---- | ------ |
| John King     | 1987. április 13.  | 1996. április 12.    | 488 | 211 | 129 | 148 | 43,2 | [ 81 ] |
| John Aldridge | 1996. április 12.  | 2001. március 17.    | 269 | 93  | 78  | 98  | 34,6 | [ 82 ] |
| Dave Watson   | 2001. május 20.    | 2002. augusztus 1.   | 55  | 22  | 15  | 18  | 40,0 | [ 83 ] |
| Ray Mathias   | 2002. augusztus 1. | 2003. szeptember 29. | 66  | 29  | 18  | 19  | 43,9 | [ 84 ] |
| Brian Little  | 2003. október 12.  | 2006. június 9.      | 147 | 61  | 43  | 43  | 41,5 | [ 85 ] |
| Ronnie Moore  | 2006. június 9.    | 2009. június 5.      | 171 | 71  | 42  | 58  | 41,5 | [ 86 ] |
| John Barnes   | 2009. június 14.   | 2009. október 9.     | 14  | 3   | 1   | 10  | 21,4 | [ 87 ] |
| Les Parry     | 2009. október 9.   | 2012. március 4.     | 131 | 40  | 34  | 57  | 30,5 | [ 88 ] |

(M = Mérkőzés, Gy = Győzelem, D = Döntetlen, V = Vereség, Gy% = Győzelmi arány százalékban kifejezve)
A táblázatban csak a már távozott menedzserek statisztikái olvashatók, ezért nem szerepelnek még benne Ronnie Moore 2012. március 5. utáni eredményei.

## Sikerek

### Bajnokság
- Division One (másodosztály)
  - 4. helyezett: 1992/93 (máig a legjobb bajnoki helyezés)
  - Résztvevő a rájátszásban: 1992/93, 1993/94, 1994/95
- Division Three / League One (harmadosztály)
  - Feljutó: 1990/91
  - Résztvevő a rájátszásban: 1989/90, 2004/05
- Division Three North (harmadosztály)
  - Bajnok: 1937/38
- Division Four (negyedosztály)
  - Feljutó: 1966/67, 1975/76, 1988/89
- Lancashire Combination
  - Bajnok: 1913/14, 1918/19
- The Combination
  - Bajnok: 1907/08

### Kupa
- FA Kupa
  - Negyeddöntős (hatodik kör): 1999/00, 2000/01, 2003/04
- Cup of Wales
  - Győztes: 1934/35
  - Ezüstérmes: 1933/34
- Ligakupa
  - Ezüstérmes: 1999/00
  - Elődöntős: 1993/94
- Football League Trophy
  - Győztes: 1989/90
  - Ezüstérmes: 1990/91

## Rekordok
- Legtöbb gólt hozó meccs: Az Oldham Athletic elleni 13-4-re megnyert mérkőzés, 1935. december 26-án.[12] Az egy meccsen esett 17 gól nemcsak klubcsúcs, de az egész The Football League-ben is rekordnak számít.[11]
- Legnagyobb nézőszám: 74 313 fő a Wembleyben, 2000. február 27-én, a Leicester City elleni Ligakupa-döntőn.[89]
- Legnagyobb hazai nézőszám: 24 424 fő, 1972. február 5-én, egy Stoke City elleni FA Kupa-mérkőzésen.[89]
- Leggólerősebb játékos: Ian Muir 180 találattal.[89]
- Egy szezonon belül legtöbb gólt szerző játékos: Bunny Bell (1934/35) és John Aldridge (1991/92) holtversenyben 40-40 góllal.[89]
- Legtöbb mérkőzés: Ray Mathias, aki 637 meccsen játszott a Tranmere-ben.[90]

## Bevonulózene
Az 1970-es évek óta a Tranmere a szintén 70-es évekbeli, amerikai The Rockford Files című sorozat főcímdalára vonul ki a pályára hazai meccsein.

## Külső hivatkozások
- Hivatalos honlap
- A csapat eredményei, bajnoki helyezései megalapítása óta
- A Tranmare Roversszel kapcsolatos legfrissebb hírek